# Cahuzac (Aude)
Cahuzac è un comune francese di 32 abitanti situato nel dipartimento dell'Aude nella regione dell'Occitania.

## Società

### Evoluzione demografica
Abitanti censiti